# Mobile Bay (Canada)
Mobile Bay is een baai van 2,4 km² in de Canadese provincie Newfoundland en Labrador. De baai bevindt zich in het uiterste zuidoosten van het eiland Newfoundland.

## Geografie
Mobile Bay ligt aan de oostkust van het schiereiland Avalon, hetwelk het meest zuidoostelijke deel van Newfoundland is. De baai is ruwweg driehoekig, gaat 2,5 km landinwaarts en heeft op z'n breedste punt een doorsnee van 1,8 km. De enige plaats aan de oevers van Mobile Bay is het dorp Mobile.
Zo'n 2 km ten oosten van de opening van de baai in de Atlantische Oceaan ligt Green Island. Dat maakt tezamen met drie andere eilanden deel uit van het Witless Bay Ecological Reserve.

## Galerij

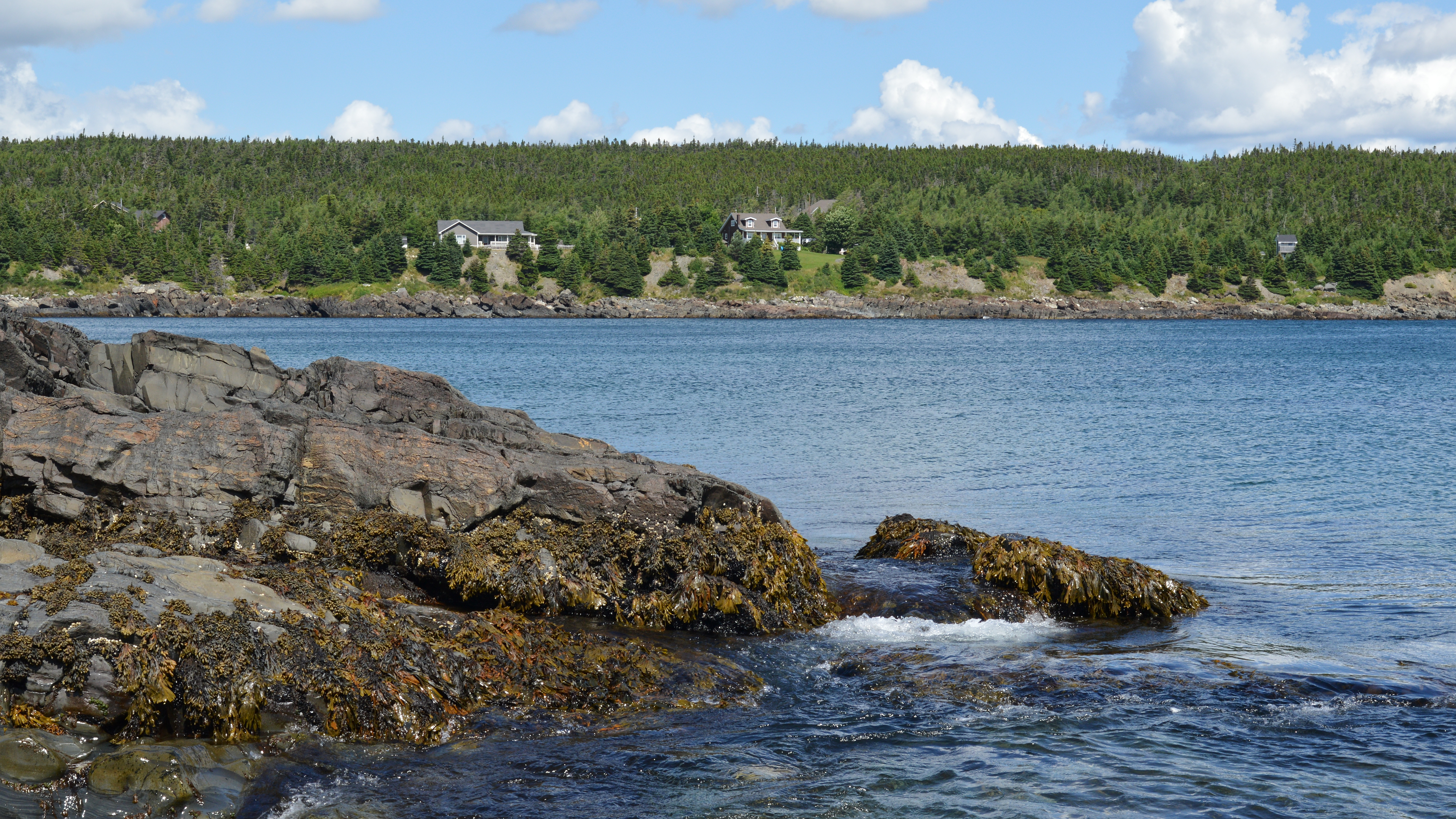
Huizen aan de rand van het dorp Mobile
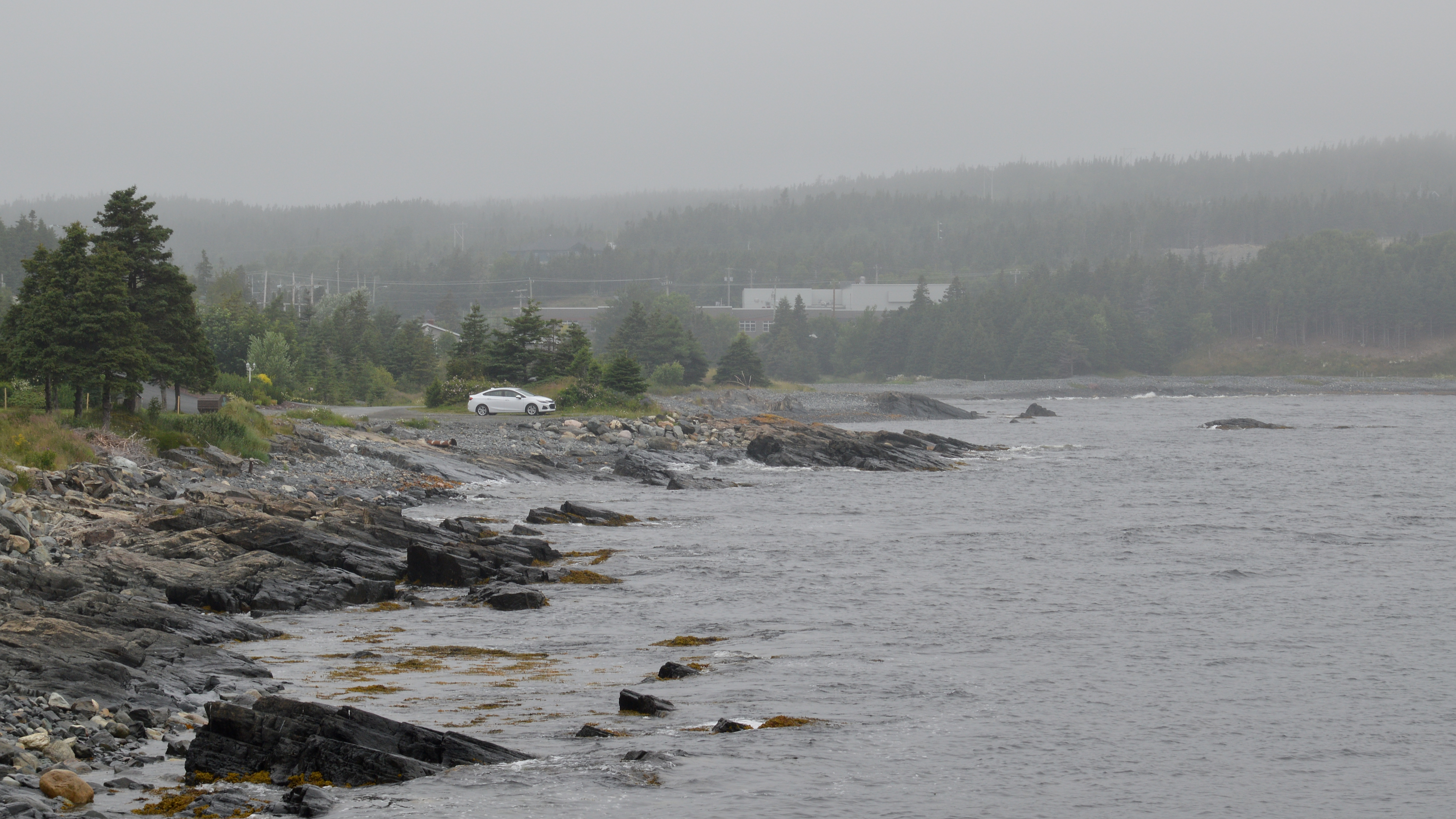
Rotsachtige kustlijn van Mobile Bay
Panoramisch beeld van de baai